# Kurenai
Kurenai (紅, Kure-nai) est une série de light novel japonais écrits par Kentarō Katayama et illustrés par Yamato Yamamoto. Les romans sont adaptés en une série manga dessinée par Yamato Yamamoto, prépubliée dans le Jump Square entre novembre 2007 et juin 2012 et compilé en dix volumes reliés sortis entre juin 2008 et août 2012. Une adaptation en série d'animation télévisée produite par Brain's Base est diffusée au Japon entre avril 2008 et juin 2008, et licenciée en France par Kazé. La série est également adaptée en deux OVA sortis en 2010.

## Personnages
Shinkurō Kurenai (紅 真九郎, Kurenai Shinkurō)
Voix japonaise : Miyuki Sawashiro
Murasaki Kuhōin (九鳳院 紫, Kuhōin Murasaki)
Voix japonaise : Aoi Yūki
Benika Jūzawa (柔沢 紅香, Jūzawa Benika)
Voix japonaise : Sawa Ishige
Yayoi Inuzuka (犬塚 弥生, Inuzuka Yayoi)
Voix japonaise : Aiko Ōkubo
Ginko Murakami (村上 銀子, Murakami Ginko)
Voix japonaise : Nozomi Masu
Yūno Hōzuki (崩月 夕乃, Hōzuki Yūno)
Voix japonaise : Ryoko Shintani
Tamaki Mutō (武藤 環, Mutō Tamaki)
Voix japonaise : Asami Sanada
Yamie (闇絵, Yamie)
Voix japonaise : Haruka Kimura
Renjō Kuhōin (九鳳院 蓮丈, Kuhōin Renjō)
Voix japonaise : Takaya Kuroda
Ryuuji Kuhōin (九鳳院 竜士, Kuhōin Ryuuji)
Voix japonaise : Nobuhiko Okamoto
Kirihiko Kirishima (斬島 切彦, Kirishima Kirihiko)
Voix japonaise : Mikako Takahashi
Lin Cheng-Shin (リン・チェンシン, Lin Chenshin)
Voix japonaise : Kana Ueda
Lucy May (ルーシー・メイ, Rūshī Mei)
Voix japonaise : Akira Tomisaka
Zena Hoshigami (星噛 絶奈, Hoshigami Zena)

## Anime

### Liste des épisodes
| No | Titre de l’épisode en français              | Titre original de l’épisode                                             | Date de 1re diffusion |
| -- | ------------------------------------------- | ----------------------------------------------------------------------- | --------------------- |
| 1  | Nuit décisive                               | 極夜 Kyoku Yoru                                                         | 3 avril 2008          |
| 2  | Avec la rigole et le courant                | 溝と流れと Mizo to Nagare to                                            | 10 avril 2008         |
| 3  | La face cachée                              | 偽者の顔 Nisemono no Kao                                                | 17 avril 2008         |
| 4  | Une personne vertueuse                      | 才物 Saibutsu                                                           | 24 avril 2008         |
| 5  | Désir                                       | 望み Nozomi                                                             | 1er mai 2008          |
| 6  | La lumière brillera au-dessus de votre tête | 貴方の頭上に光が輝くでしょう Anata no zujō ni hikari ga kagayaku deshou | 8 mai 2008            |
| 7  | Femme                                       | 女 Onna                                                                 | 15 mai 2008           |
| 8  | L'amour-propre et la lâcheté                | 自愛と臆病と Jiai to Okubyou to                                         | 22 mai 2008           |
| 9  | Toi et moi                                  | 貴方と私と Anata to Watashi to                                          | 29 mai 2008           |
| 10 | La peur de l'habitude                       | 慣れの恐怖 Nare no Kyoufu                                               | 5 juin 2008           |
| 11 | Je pense                                    | われ思う Ware Omou                                                      | 12 juin 2008          |
| 12 | Je suis                                     | われ存在り Ware son ari                                                 | 19 juin 2008          |

### Musiques
- Opening Theme:

1. Love Jump de Minami Kuribayashi

- Ending Theme:

1. Crossing Day de Ryoko Shintani (épisodes 1 à 7)
2. Tenohira no Taiyō (手のひらの太陽?) de Ryoko Shintani (épisodes 8 à 11)

## OVA
Une adaptation en OVA d'une demi-heure contenant trois histoires courtes sort le 2 juillet 2010. Le chara-design est davantage basé sur les illustrations du light novel et du manga de Yamato Yamamoto que sur l'anime. Un second OVA sort le 3 décembre 2010, contenant trois autres histoires courtes basées sur le roman et le manga.